# Maschinengewehr Schwarzlose
Das Maschinengewehr Schwarzlose war das Standardmaschinengewehr der Infanterie in den österreichisch-ungarischen Streitkräften vor und im Ersten Weltkrieg sowie des österreichischen Bundesheeres bis 1938. Die offizielle militärische Bezeichnung lautete: Maschinengewehr 07/12. Konstrukteur war Andreas Wilhelm Schwarzlose aus Deutschland.

## Technik

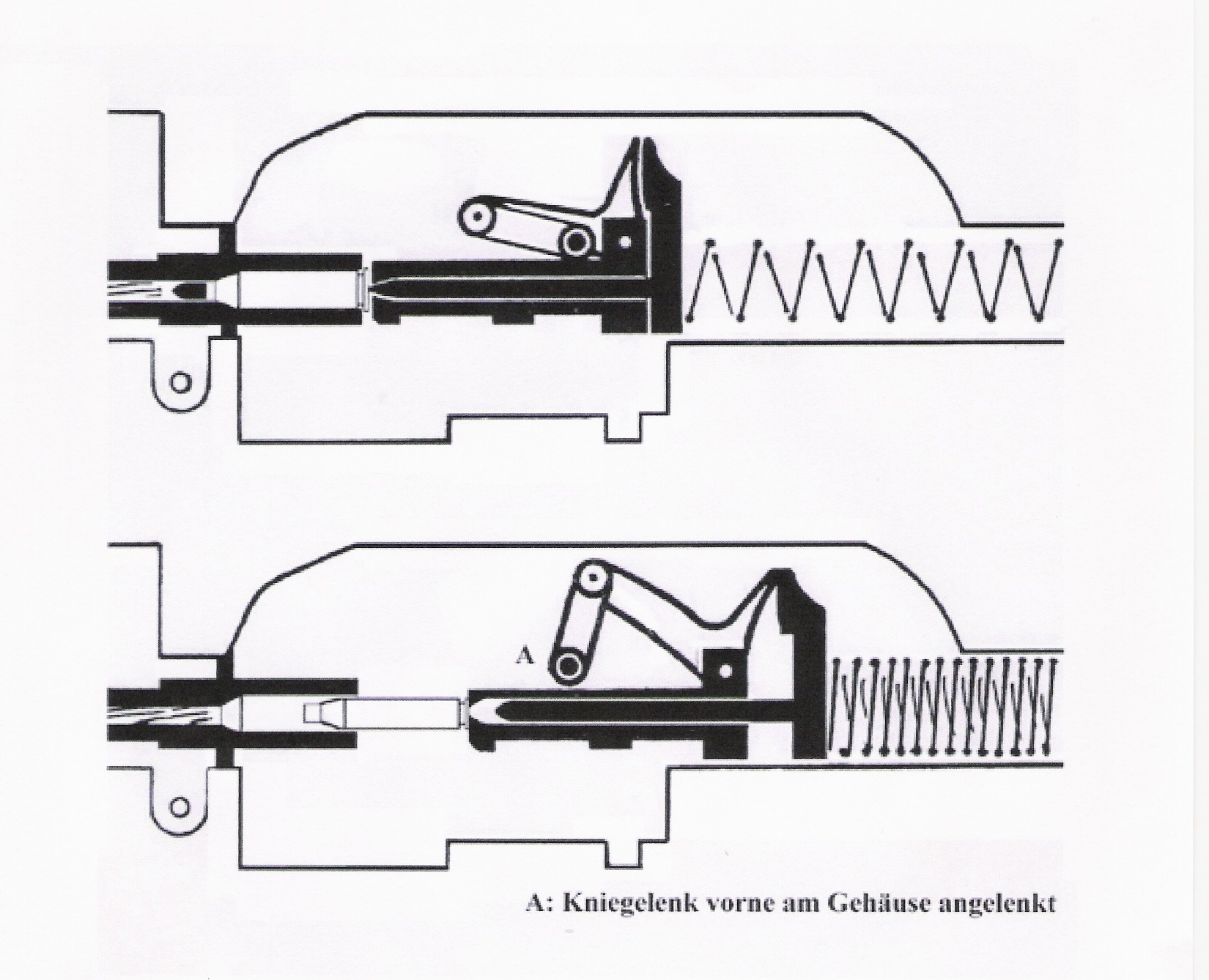
Funktion des verzögerten Masseverschlusses des MG Schwarzlose

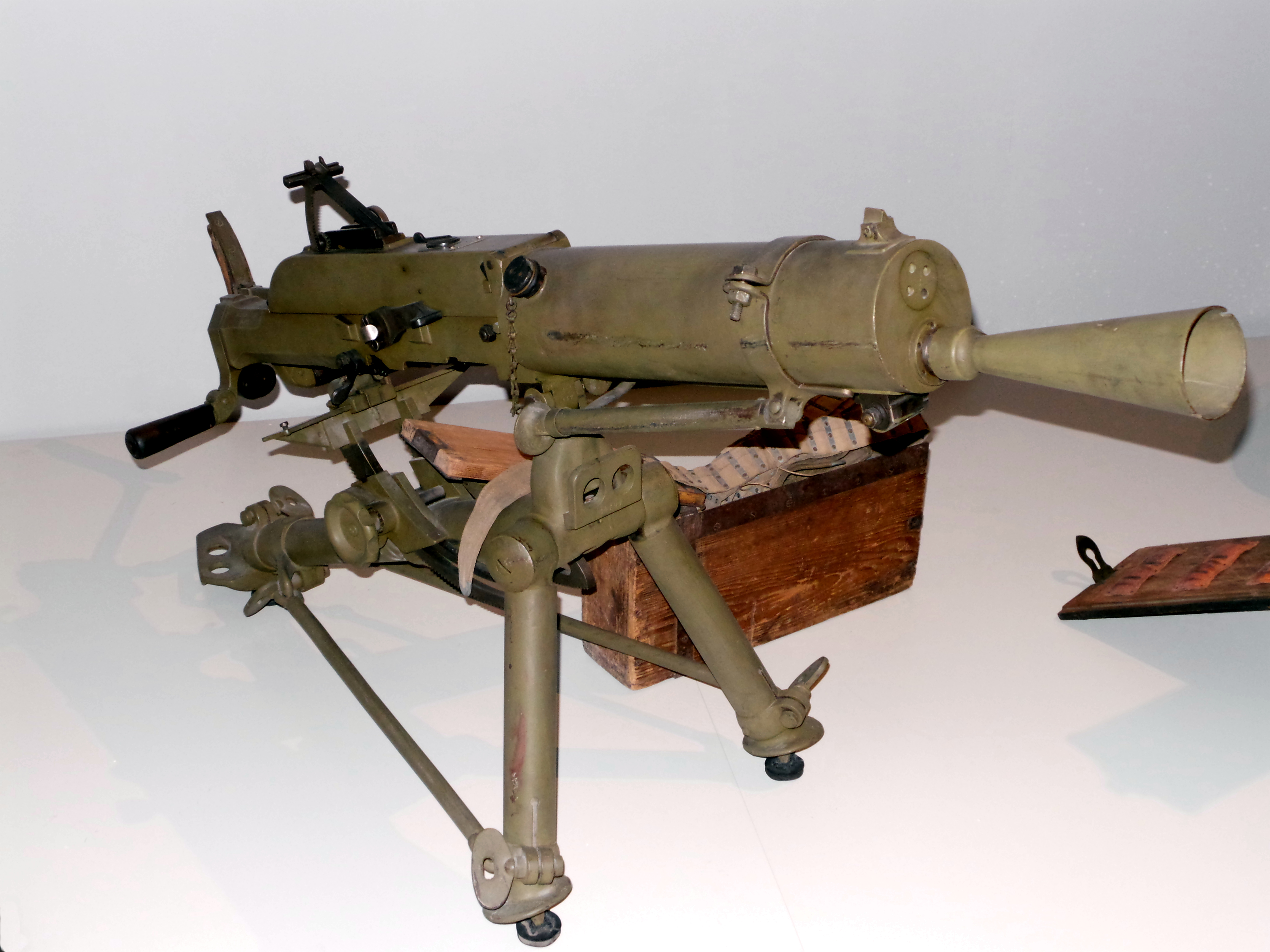
M07/12 mit Munitionskasten und Textil-Munitionsgurt

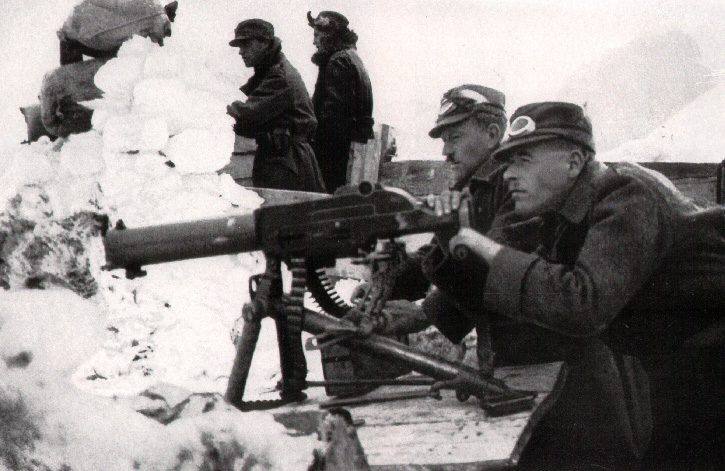
Einsatz durch die k.u.k. Armee in Tirol im Ersten Weltkrieg

Das schwere Schwarzlose-MG ist ein zuschießender Rückstoßlader mit verzögertem Masseverschluss und feststehendem Lauf im Kaliber 8 × 50 mm R M93. Der Verschluss ist zweiteilig, beide Teile sind mit einem Kniehebel verbunden. Bei geschlossenem Verschluss ist der Kniehebel eingeklappt und beide Verschlussteile in ihrer vorderen Stellung, wobei der Schlagbolzen als integrales Bestandteil des hinteren Verschlussteiles aus der entsprechenden Öffnung des vorderen Teiles herausragt. Der Rückstoßimpuls überträgt sich auf die beiden Verschlussteile, die beginnen, gegen die Kraft der Schließfeder zurückzulaufen. Dabei muss sich der vorn am Gehäuse und hinten am Verschlusskopf angelenkte Kniehebel öffnen. Ein hinten am Kniegelenk senkrecht angebrachter Hebel überträgt die Bewegung beschleunigt auf das hinteren Verschlussteil. Dadurch wird gleichzeitig der Rücklauf des vorderen Verschlussteils so lange verzögert, bis der Gasdruck im Lauf auf einen ungefährlichen Wert gesunken ist.
Um eine einwandfreie Funktion der Waffe zu gewährleisten und Hülsenreißer zu vermeiden, mussten die Patronen nach dem Ausziehen aus dem Gurt geölt werden, dazu diente ein Ölbehälter mit Pumpe. Später konnte bei neueren Modellen mit einem stärkeren Auszieher und einem etwas veränderten Verschluss auf diese Vorrichtung verzichtet werden, wenn speziell beschichtete Patronen verwendet wurden. Die Verwendung normaler ungeölter Messinghülsen führte zu Versagen der Waffe.
Die Patronen werden von rechts unten durch einen Textildauergurt zugeführt und die Waffe schießt nur Dauerfeuer. Wie das Maxim-MG hat das Schwarzlose Wasserkühlung, durch den feststehenden Lauf fallen die Dichtungsprobleme des Maxims weg.
Teilweise waren die Waffen mit trichterförmigen Rückstoßverstärkern versehen.

## Einsatz
In seiner ursprünglichen Version wurde ein Kupfermantel-Weichbleigeschoss im Kaliber 8 × 50 mm R Mannlicher, militärische Bezeichnung M93, mit abgerundeter Spitze verschossen. Für den Export (bis 1914) wurde das MG auch im Kal. 6,5 mm geliefert, ab 1931 wurde das MG beim 1. Bundesheer (bis 1938) auch auf die neue Gewehrmunition 8 × 56 mm R umgerüstet. Mit nur zehn funktionellen Teilen war das Schwarzlose-MG sehr zuverlässig und wurde als Beutegut von den russischen und italienischen Truppen noch weiter benutzt. Die Waffe wurde noch im Zweiten Weltkrieg von verschiedenen Armeen verwendet.

### Schweden
1914 wurde in Schweden das MG Schwarzlose M07/12 im Kaliber 6,5 × 55 m m/94 als Kulspruta m/1914. (Ksp m/14) eingeführt. Die Fa. Carl Gustafs stads gevärsfaktori in Eskilstuna hat bis 1930 ca. 1300 Waffen in Lizenz gefertigt.

### Tschechoslowakei
Die Tschechoslowakei übernahm als Nachfolgestaat Österreich-Ungarns 1918 eine größere Anzahl der Waffen in den Bestand ihrer Streitkräfte und produzierte das Modell weiter. Ab 1924 wurden diese Waffen auf das Kaliber 7,92 × 57 mm umgerüstet und als M07/24 bezeichnet. Neugebaute MGs trugen die Bezeichnung M24.

### Deutsches Reich
Nach der Zerschlagung der Tschechoslowakei übernahm die Wehrmacht 1939 die dort erbeuteten Waffen, insbesondere da diese dasselbe Kaliber wie die deutschen Gewehre und Maschinengewehre aufwiesen, und setzte es vorrangig als schweres Maschinengewehr in den Maschinengewehrkompanien der Infanteriedivisionen der 5. und 6. Aufstellungswelle ein, die überwiegend mit tschechischen Waffen ausgerüstet wurden. Ebenfalls übernommen wurde der zugehörige einspännige Maschinengewehrkarren.
Später durch andere modernere Waffen abgelöst, kamen Reservebestände noch gegen Kriegsende beim Volkssturm zum Einsatz.

## Ausstellungen
In der Dauerausstellung des Heeresgeschichtlichen Museums in Wien können Schwarzlose-Maschinengewehre sowohl in der Ausführung von 1907 als auch in der Kriegsausführung mit Dreibein, Schild und gepanzertem Wasserkühler besichtigt werden. Ebenso ist ein Exemplar in der Wehrtechnischen Studiensammlung Koblenz.